# Quemperven
Quemperven é uma comuna francesa na região administrativa da Bretanha, no departamento Côtes-d'Armor. Estende-se por uma área de 7,61 km². Em 2010 a comuna tinha 387 habitantes (densidade: 50,9 hab./km²).